# Lamborghini Islero
Lamborghini Islero je sportski automobil talijanskog proizvođača Lamborghini. Proizvodio se između 1968.g. i 1970.g. kao zamjena za 400GT. Pogonio ga je Lamborghini V12 motor. Premijeru je imao na Ženevskom autosalonu 1968.g.
Islero je ime bika (poznate pasmine po kojoj jedan drugi model Lamborghinija dobio ime: Miura) koji je smrtno ranio poznatog matadora španjolskog Manuel Rodrigeza 28.7.1947.g.  
Tvrtka "Carozzeria Marazzi" koju je osnovao bivši zaposlenik tvrtke "Carozzeria Touring", (tvrtke koja je prije bankrota dizajnirala automobile Lamborghini) Mario Marazzi preuzela je dizajn novog automobila. Dizajn je ustvari bio ponavljanje 400GT modela. Jedino je podvozje promijenjeno kako bi se mogli postaviti širi kotači. Model Islero imao je prostraniju unutrašnjost, značajno bolju zvučnu izolaciju i bolju vanjsku vidljivost od prošlog modela. Model je imao motor V12 zapremnine 4.0 L koji je razvijao 325 KS, mijenjač s 5 brzina i disk kočnice. Najveća brzina zabilježena je bila 250 km/h. Proizvedeno je 125 modela. 
Osvježeni Islero, nazvan Islero S, pojavio se 1969.g. Motor ovog modela razvijao je 350 KS, a broj okreta je ostao isti. Model je pretrpio i mnoge manje promjene na vanjskom izgledu poput zatamljenih stakala, promjena na branicima i svjetlima. Brojne druge promjene, veći diskovi za kočnice, poboljšani stražnji ovjes i promjene unutrašnjosti bile su načinjene na modelu. Najveća brzina povećana je na 260 km/h. Napravljeno je svega 100 Islero S model (ukupno s Islero modelom, 225 primjeraka). 
Ferruccio Lamborghini je i sam vozio Islero u to doba. 

## Vanjske poveznice
- Lamborghini registar: Islero